# Xe tăng Kliment Voroshilov
KV là tên một dòng tăng hạng nặng lấy tên viết tắt của nhà chính trị-quân sự nổi tiếng Liên Xô Kliment Voroshilov. Dòng xe KV phục vụ cho quân đội Liên Xô từ trước Chiến tranh thế giới thứ hai và là một trong những loại xe tăng hạng nặng ở thời điểm 1940-1941. Khi KV-1 bắt đầu tham chiến vào năm 1940, nó ngay lập tức trở thành loại xe tăng hạng nặng mạnh nhất thế giới khi đó, còn hơn cả loại tăng hạng nặng Char B1 của quân đội Pháp. Quân đội Đức đã đặt tên cho KV một biệt danh là "Giant Colossus" - nghĩa là đấu sĩ khổng lồ.  
Hầu hết lính Đức lúc đầu rất sợ loại xe tăng này. Có nguồn tư liệu ghi là khi quân đội Liên Xô tịch thu vũ khí của Đức, họ thấy dòng chữ được nguệch ngoạc ghi rằng: "chỉ nhằm kv mà bắn!". Qua đó ta có thể thấy sự thành công rất lớn của KV lúc đầu chiến tranh. Vào những năm đầu Chiến tranh thế giới thứ hai, đa phần xe tăng Đức như Panzer III và Panzer IV chỉ được lắp pháo 7,5&cm KwK-37 nòng ngắn L/24, 5 cm KwK 38 và 3.7 cm KwK 36 nên vỏ giáp của KV gần như là bất khả xâm phạm đối với xe tăng Đức thời điểm đó. Tới năm 1942, khi Panzer IV được trang bị pháo 7,5cm nòng dài L/43 thì nó mới có thể hạ gục KV bằng đạn xuyên giáp khi bắn ở cự ly gần.
Trong suốt cuộc chiến tranh, có khoảng 4.500 chiếc KV-1 và 350 chiếc KV-2 tham chiến trong hơn 14.000 xe tăng hạng nặng của quân đội Liên Xô. Về sau, quân đội Liên Xô thiết kế ra được tăng hạng trung T-34 giá rẻ mà vẫn sở hữu sức mạnh chết người  nên KV được sử dụng khá hạn chế và chỉ được sử dụng để huấn luyện. Vào những năm cuối chiến tranh, dòng KV được sử dụng để làm nền tảng thiết kế ra Xe tăng hạng nặng IS.

## Lịch sử phát triển
Sau khi dự án thiết kế tăng đa nòng T-35 thất bại, quân đội Liên Xô bắt đầu tìm đến một giải pháp khác để thay thế. T-35 được đánh giá là một loại tăng với hỏa lực mạnh, bọc giáp kỹ nhưng động cơ tồi tệ và khả năng cơ động rất chậm chạp. Cuộc Nội chiến Tây Ban Nha cho thấy tăng hạng nặng đóng một vai trò khá quan trọng và nó vẫn ảnh hưởng đến việc thiết kế tăng giai đoạn trước Chiến tranh thế giới thứ hai.
Một vài bản vẽ thiết kế được hoàn thành, tất cả đều là các loại tăng được bọc giáp nặng, sử dụng hệ thống treo thanh xoắn, bề mặt xích rộng và là các dạng thiết kế hàn dính nhau. Có một bản thiết kế có tên là SMK thiết kế gần giống như T-35 nhưng giảm 5 tháp pháo xuống 2 tháp pháo và vũ khí vẫn giữ nguyên là pháo 76.2 mm/45 mm. Khi SMK được gửi đến, Bộ Quốc phòng Liên Xô quyết định là chỉ nên có một tháp pháo nhưng được bọc giáp nặng hơn. Một bản thiết kế nữa có tên là KV, phần thân được thiết kế nhỏ hơn và chỉ có một tháp pháo khiến cho việc gia cố giáp ở mặt trước và tháp pháo được dày hơn mà vẫn giữ được trọng lượng nhất định-không quá nặng.
Khi Quân đội Liên Xô bắt đầu cuộc chiến tranh mùa đông với quân Phần Lan, cả ba mẫu bao gồm: SMK-KV-T-100 được gửi đến thực tập ở điều kiện chiến tranh. Lớp giáp bọc nặng của KV đã thể hiện uy lực của nó trước các loại pháo chống tăng của quân đội Phần Lan khiến nó trở nên hữu dụng hơn các bản thiết kế còn lại. Có hai phiên bản KV được đem ra sản xuất đó là KV-1-với tên gọi chính thức là "Xe tăng hạng nặng KV-1" (trang bị pháo 76 mm) và KV-2-với tên gọi chính thức là "Xe tăng hạng nặng KV-2" (trang bị lựu pháo 152 mm).
Những ưu điểm của KV bao gồm: lớp giáp cực dày của nó không thể nào bị xuyên thủng bởi đa phần các loại pháo chống tăng thời bấy giờ - trừ khi ở những điểm yếu và ở khoảng cách quá gần, hỏa lực mạnh và sự di chuyển êm của xích trên mặt đất. Nhưng dù sao nó cũng có một số nhược điểm quan trọng: hơi khó để lái, hệ truyền động hoạt động không êm, hệ thống công thái học hoạt động yếu và hầu như không có gàu/lồng tháp pháo. Thêm nữa là trọng lượng 45 tấn là quá nặng so với KV-1. Nó hoạt động cũng như tác chiến không được linh động cho lắm mặc dù hoạt động tối đa công suất của động cơ và còn không thể vượt qua đa số các cây cầu như các loại tăng hạng trung có thể làm được một cách dễ dàng.
KV là loại tăng nặng nhất tính đến thời điểm đó và về sau thì Đức cũng có thiết kế một số loại tăng hạng nặng khác còn lớn hơn như Tiger I. KV không bao giờ được trang bị hệ thống ống lặn để vượt qua sông bằng phần dưới, thế nên nó phải đi qua các loại cầu có đủ khả năng cho nó đi qua. Một vài cải tiến về sau có cố tìm cách nâng cấp động cơ và thêm giáp nhưng KV vẫn không thể đạt được đến tốc độ của các loại xe tăng hạng trung và càng ngày càng gặp nhiều vấn đề khi di chuyển ở các địa hình khác nhau.

### Các thiết kế khác
Vào năm 1942, người Đức bắt đầu thiết kế và nâng cấp ra các loại pháo 75 mm trên xe tăng Panther và 88 mm trên tăng Tiger I và Tiger II nên giáp của KV không còn sở hữu danh hiệu bất khả chiến bại như trước nữa. Ngay cả đối với các loại máy bay như Henschel Hs 129 trang bị pháo tự động MK 101 cũng có thể xuyên thủng giáp sườn, giáp tháp pháo và đỉnh của KV; điều này chứng tỏ KV cần phải gia cố thêm về lớp giáp.
KV cũng chỉ mang được pháo chính 76,2 mm, trong khi đó xe tăng T-34 với trọng lượng nhẹ hơn, tốc độ nhanh hơn và chi phí sản xuất rẻ hơn cũng có thể mang được mà còn thực hiện điều đó rất tốt. Điều này bắt đầu ảnh hưởng đến uy tín của KV khi tác chiến cũng như sản xuất. Vào năm 1943, Đức Quốc xã bắt đầu cho tăng hạng nặng Tiger I tham chiến, với sức mạnh của pháo 88 mm và giáp dày, KV-1 không còn là đối thủ của Tiger-I nữa - một cuộc thử nghiệm chiếc Tiger bắt được gần Leningrad đã cho thấy pháo chính của KV không thể nào xuyên thủng được giáp của Tiger-I. Ngoài ra nó còn rất khó để sản xuất và đắt hơn T-34 rất nhiều. Các nhược điểm trên đã nhanh chóng đặt ra cho KV nhiều thách thức.
Nhưng dù sao, vì thành tích hạ gục được nhiều tăng Đức nên KV vẫn được giữ lại trong đội hình tăng của Liên Xô và vẫn tiếp tục được sản xuất. Trong một cuộc nâng cấp, KV được cho sử dụng động cơ 600 hp V-2K-một phiên bản sửa chữa của động cơ tăng T-34 V-2-chạy bằng diesel) và vẫn được trang bị pháo F-34 - trong khi đó T-34 cũng được cho sử dụng cùng loại pháo này.

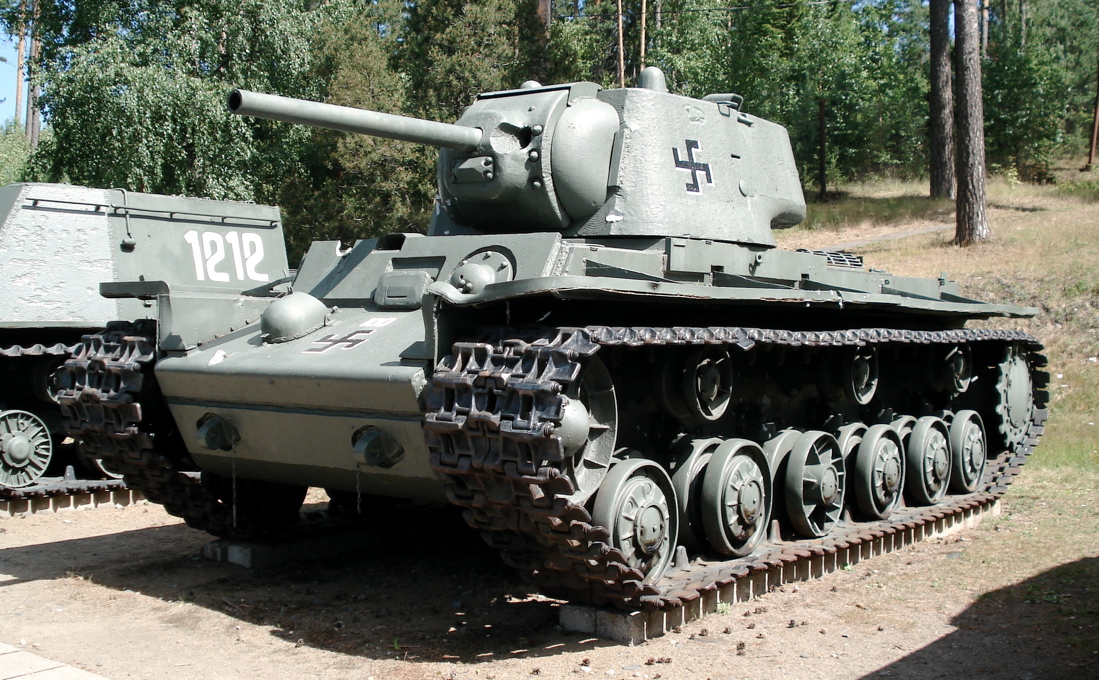
KV-1 model năm 1942, trưng bày tại bảo tàng tăng Phần Lan, Parola.

Khi việc sản xuất bắt đầu trở nên khó khăn hơn do Đức Quốc xã đẩy mạnh các cuộc tiến công bằng máy bay và xe tăng nên các nhà máy sản xuất phải chuyển lên núi Ural, việc sản xuất tăng KV-2 bị bỏ dỡ. Khác với những lời ca ngợi trên sách báo, tăng KV-2 thực ra gặp một số vấn đề nặng liên quan đến phễu chứa dầu. Nó có tính linh động rất kém, tháp pháo xoay chậm, tốc độ nạp đạn chậm do đạn quá nặng,khiến nó trở nên lạc hậu dần trong một chiến trường đầy tính cấp tốc như mặt trận phía Đông. Phần tháp pháo có trọng lượng khá nặng, rất khó để quay sang hai bên trong điều kiện địa hình ghồ ghề và chi phí sản xuất rất đắt. Chỉ có khoảng 350 chiếc KV-2 được sản xuất, tất cả đều trong những năm 1940-1941, khiến nó nằm trong danh sách những loại tăng hiếm được sản xuất nhất.
Để tiếp tục cuộc chiến tranh bên cạnh tăng T-34, KV-1 tiếp tục được cải tiến phần giáp để trở nên hữu dụng hơn khi đối đầu với các vũ khí chống tăng của quân đội Đức. Bản KV-1 được đặt tên là "KV-1 phiên bản năm 1942" (người Đức đặt tên cho phiên bản này là "KV-1S"). Phiên bản KV-1S có giáp bọc rất dày  nhưng thiếu đi một số sửa chữa về phần động cơ. Kíp chiến đấu tăng KV-1C than phiền rằng mặc dù được bảo vệ rất tốt nhưng tăng của họ vẫn thiếu đi sự linh động và uy lực trên chiến trường.
Để cải thiện những lời phàn nàn và tính linh động của KV-1, phiên bản KV-1S (tên tiếng Nga: KB-1C) được tung ra chiến trường, với lớp giáp mỏng và nhẹ hơn, phần tháp pháo thấp xuống nhằm cải thiện tốc độ di chuyển. Quan trọng hơn, KV-1S có cu-pôn chỉ huy được bao bọc bởi bộ phóng đại tầm nhìn, chiếc tăng đầu tiên được trang bị hệ thống này. Nhưng khi KV-1S ra đời với lớp giáp mỏng và vũ khí cũng được đánh giá là khá tầm thường đã có một câu hỏi được đặt ra là tại sao các bản cải tiến của KV-1 vẫn được sản xuất chiếm bớt thời gian trong khi đó tăng T-34 cũng có thể làm được y hệt và còn rẻ hơn rất nhiều. Vì thế nên dự án sản xuất tăng hạng nặng của quân đội Liên Xô bị cho dừng hoạt động vào giữa năm 1943.
Vào mùa hè năm 1943, quân Đức bắt đầu cho lộ diện loại chiến xa hạng trung với sức mạnh rất cao Panther ra chiến trường, sự đe dọa đối với các loại xe tăng Xô-Viết bắt đầu lấn át khi vắng bóng các loại tăng hạng nặng. Lực lượng thiết giáp quân đội Liên Xô cần những loại tăng có giáp dày và pháo mạnh hơn để đối đầu lại với số tăng Panther và Tiger-I đang tăng lên.
Một phiên bản được thiết kế tạm thời KV-85 hoặc Objekt 239. Phiên bản này thật ra là một chiếc KV-1S được lắp tháp pháo mới của tăng IS và được lắp pháo 85 mm D-5T-cũng được lắp trên PTHCT SU-85 và tăng T-34-85. Chỉ có khoảng 148 chiếc KV-85 được sản xuất trước khi dự án sản xuất KV bị cho dừng lại. KV-85 được cho sản xuất vào mùa thu và mùa đông những năm 1943-1944. Chúng được gửi ra mặt trận vào tháng 9 năm 1943. Việc sản xuất tăng KV-85 bị dừng lại vào mùa xuân năm 1944 khi xe tăng IS-2 bắt đầu đi vào sản xuất với số lượng lớn.

### Thiết kế nối tiếp thành công

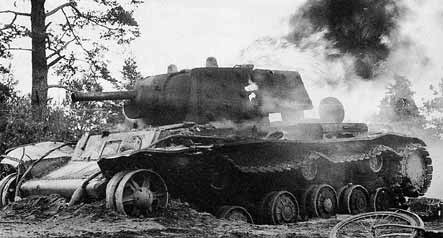
Một chiếc KV-1 bị tiêu diệt tại Olonets, tháng 9-năm 1941(trong khuôn khổ chiến tranh tiếp diễn)

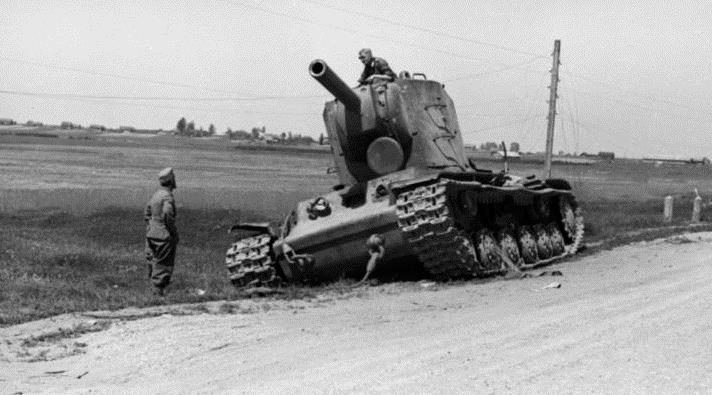
Một chiếc KV-2 bị bỏ lại, tháng 6-năm 1941

Một dự án thiết kế xe tăng mới được dựa trên tăng KV-13 được đưa vào sản xuất vào cuối năm 1943. Bởi vì tăng KV đã bị dừng sản xuất nên một sê-ri tăng hạng nặng mới có tên IS bắt đầu xuất hiện. Dự án KV-13 được đặt tên lại thành tăng hạng nặng IS-1 (hoặc IS-85 hay dự án Object 237).
Sau khi thử nghiệm cả hai loại pháo chính 100 mm hoặc 122 mm, cuối cùng pháo chính D-25T 122 mm được lựa chọn làm vũ khí cho tăng IS, các ưu điểm của nó phải được kể đến như sức nổ của đạn lớn và sức xuyên giáp cao. Nhưng nhược điểm của pháo bao gồm tốc độ bắn thấp và số đạn mang được không nhiều. Trong khi pháo 122mm D-25T có tốc độ bắn không nhanh bằng pháo 7.5 cm hoặc pháo 8.8 cm của người Đức nhưng sức xuyên của đạn pháo AP có thể xuyên thủng giáp mặt trước của cả Tiger I và Panther; đạn nổ mạnh (HE) của pháo 122 mm có thể thổi tung phần hầm trước bao gồm hệ thống đĩa và phần thân trước của bất cứ loại xe tăng hay pháo tự hành nặng nhất từ phe Đức Quốc xã. Dự án tăng hạng nặng mới mang tên IS-122 thay thế cho dự án tăng hạng nặng IS-85 và được đưa ra sản xuất trên diện rộng. Các phiên bản T-34-85 và SU-85 được cho sử dụng pháo chính 85 mm thay cho pháo 76.2 mm.
Một vài chiếc KV còn sót lại trong quá trình sản xuất được sử dụng cho đến hết cuộc chiến nhưng đa phần đều bị phá hủy hoặc bị hư hại không sửa chữa được. Trung đoàn cận vệ hạng nặng số 260 được cho phòng thủ ở mặt trận Leningrad, được giao cho một vài chiếc KV-1 (đến tận mùa hè năm 1944) để bảo vệ thành phố trước khi được trang bị lại bằng xe tăng IS-2. Một trung đoàn tăng KV được thấy hoạt động ở Manchuria vào tháng 8-năm 1945; một vài chiếc KV-85 được thấy hoạt động ở Crimea vào mùa hè năm 1944.
Quân đội Phần Lan sở hữu hai chiếc KV (được đặt biệt danh là "Klimi"), trong hai chiếc KV có một chiếc mẫu 1940 và một chiếc mẫu 1941. Một chiếc KV-2 bị quân đội Đức bắt được vào năm 1945 trong khi chiếc KV-2 đang tác chiến với quân đội Mỹ ở Ruhr.

### Các mẫu KV
Lưu ý: quân đội Liên Xô không bao giờ tổ chức sản xuất các mẫu KV-1 trong suốt cuộc chiến, đã từng có các mẫu KV-1 năm 1939 (hoặc: M1939, tên Tiếng Nga: Obr. 1939) được cho tham chiến. Nhưng dù sao các mẫu này không có cải tiến gì lớn và chẳng hơn gì bản cũ. Tên kỹ thuật được đặt bởi quân đội Đức (ví dụ như "KV-1A").
- KV-1

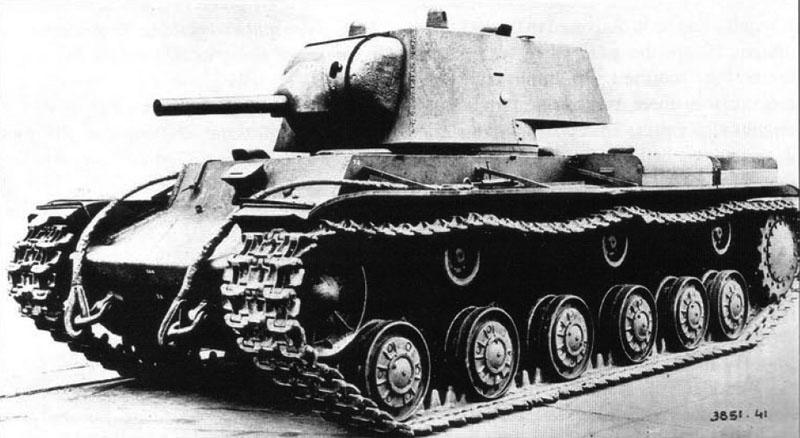
KV-1 đời 1939

  - Mẫu năm 1939: mẫu xe tăng KV đầu tiên được sản xuất, mẫu này dễ bị hư hỏng máy nhưng có sức chiến đấu cao khi đối đầu với các loại PTHCT trong chiến tranh mùa Đông. Mẫu 1939 được trang bị pháo 76 mm L-11, trên nòng pháo có lắp ráp bộ phận thu hồi nhiệt. Phần lớn không được lắp súng máy ở thân. Có khoảng 141 chiếc loại này được sản xuất.
  - Mẫu năm 1940 (tên tiếng Đức: KV-1A): được trang bị pháo chính F-32 76 mm và lắp khiên chắn mới. Được sản xuất nhiều trong thời kì đầu khi Đức xâm chiếm Liên Xô.
  - Mẫu năm 1940 s ekranami ("with screens-tạm dịch:được trang bị bộ lọc") hoặc KV-1E: được gia cố thêm phần giáp và trang bị pháo chính F-32.
  - Mẫu năm 1941 (tên tiếng Đức: KV-1B): phần tháp pháo, thân và sườn được gia cố giáp từ 25 mm lên 35 mm. Phần tháp pháo được thiết kế theo kiểu gắn thay vì hàn lại với nhau. Mẫu này được trang bị pháo chính nòng dài F-34 và về sau thay thế lại bằng pháo ZiS-5 76,2 mm.
  - Mẫu năm 1942 (tên tiếng Đức:KV-1C): phần tháp pháo được thiết kế theo kiểu hàn và mỏng hơn, được gia cố lại phần giáp, động cơ được cải thiện và được trang bị pháo chính 85 F-30 hoặc lựu pháo 122 mm U-11
  - KV-1S: một biến thể của phiên bản năm 1942 nhưng có tốc độ di chuyển cao hơn, phần giáp bọc được bố trí mỏng hơn.Tháp pháo mới có thiết kế nhỏ, kiểu gắn, lắp ráp đằng sau thân được sử dụng cho phiên bản này.Có khoảng 1370 chiếc loại này được sản xuất.
  - Panzerkampfwagen KV-IA 753(r) và Panzerkampfwagen KV-IB 755(r):chiếc KV-1 thuộc quyền sở hữu của quân đội Đức.Những chiếc loại này được trang bị pháo chính 7.5 cm KwK 40 L/43 có tốc độ đạn cao đây cũng là vũ khí của tăng Panzer IV Ausf F2.
- KV-85: phiên bản KV-1S được trang bị pháo chính 85 mm D-5T và lắp tháp pháo KV-85 ; phần vũ khí phụ được nối đến bằng một khớp nối cầu chia cắt qua toàn bộ phần thân được hàn lại.Có khoảng 148 chiếc loại này được sản xuất vào khoảng giữa năm 1943 đến tận mùa xuân năm 1944, kiểu KV-85 được xem như là một kiểu tăng thiết kế tạm thời để đợi quân đội Liên Xô hoàn thiện mẫu IS.
- KV-13: mẫu thí nghiệm tiên tiến thuộc dòng KV, sau này được ứng dụng vào tăng IS.

|                              | T-35                         | T-100        | SMK          | KV-1 M1940                  | KV-1 M1941   | KV-1 M1942    | KV-1S M1942   | KV-85 M1943 | IS-2 M1945   | IS-3 M1945    |
| ---------------------------- | ---------------------------- | ------------ | ------------ | --------------------------- | ------------ | ------------- | ------------- | ----------- | ------------ | ------------- |
| Kíp chiến đấu                | 11                           | 7            | 7            | 5                           | 5            | 5             | 5             | 4           | 4            | 4             |
| Trọng lượng                  | 45 tấn                       | 58 tấn       | 55 tấn       | 43 tấn                      | 45 tấn       | 47 tấn        | 42.5 tấn      | 46 tấn      | 46 tấn       | 46.5 tấn      |
| Vũ khí chính                 | 76.2 mm M. 27/32             | 76.2 mm L-11 | 76.2 mm L-11 | 76.2 mm F-32                | 76.2 mm F-34 | 76.2 mm ZiS-5 | 76.2 mm ZiS-5 | 85 mm D-5T  | 122 mm D-25T | 122 mm D-25T  |
| Lượng đạn mang được          | 100 viên                     | –            | –            | 111 viên                    | 111 viên     | 114 viên      | 114 viên      | 70 viên     | 28 viên      | 28 viên       |
| Vũ khí phụ                   | 2×45 mm, 5×7.62 mm           | 45 mm        | 45 mm        | 2× súng máy hạng nhẹ DT     | 4×DT         | 4×DT          | 4×DT          | 3×DT        | 2×DT, DShK   | 2×DT, DShK    |
| Động cơ                      | 500 hp M-17M(chạy bằng xăng) | 500 hp       | 850 hp AM-34 | 600 hp V-2K(động cơ diesel) | 600 hp V-2   | 600 hp V-2    | 600 hp V-2    | 600 hp V-2  | 600 hp V-2   | 600 hp V-2-IS |
| Dung tích                    | 910 l                        | –            | –            | 600 l                       | 600 l        | 600 l         | 975 l         | 975 l       | 820 l        | 520 + 270 l   |
| Vận tốc di chuyển trên đường | 30 km/h                      | 35 km/h      | 36 km/h      | 35 km/h                     | 35 km/h      | 28 km/h       | 45 km/h       | 40 km/h     | 37 km/h      | 37 km/h       |
| Tầm hoạt động(đi trên đường) | 150 km                       | –            | 150 km       | 335 km                      | 335 km       | 250 km        | 250 km        | 250 km      | 240 km       | 150 (225) km  |
| Lớp giáp bọc                 | 11–30 mm                     | 20–70 mm     | 20–60 mm     | 25–75 mm                    | 30–90 mm     | 20–130 mm     | 30–82 mm      | 30–160 mm   | 30–200 mm    | 20–310 mm     |

#### Biến thể

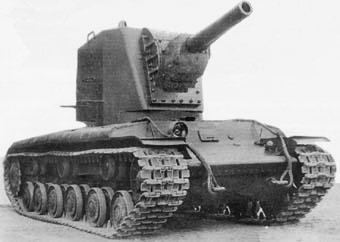
Xe tăng hạng nặng KV-2 với tháp pháo MT-2. Nó có biệt danh là "Dreadnought"-theo kíp chiến đấu

- KV-2 (334): xe tăng hạng nặng được trang bị lựu pháo hạng nặng M-10 152 mm thô kệch với tháp pháo vuông vức,được ví như "con vịt xấu xí", KV-2 được sản xuất cùng thời điểm với KV-1. Vì trọng lượng quá nặng của tháp pháo và vũ khí nên KV-2 có tốc độ di chuyển và độ linh động còn tệ hơn KV-1 mặc dù hỏa lực của nó có thể thổi tung bất cứ loại tăng Đức đối đầu vào thời điểm bấy giờ. Thực tế thì KV-2 được sử dụng với vai trò hỗ trợ hỏa lực cho bộ binh hơn là một cỗ máy diệt xe tăng, vì kích thước quá khổ và chậm chạp của nó. Số KV-2 bị quân Đức được đặt tên kỹ thuật lại là "(Sturm)Panzerkampfwagen KV-II 754(r)".
- KV-8 (42): là phiên bản KV-1 lắp ráp vũ khí là súng phóng lửa(phun lửa) ATO-41 trong tháp pháo, bên cạnh súng máy.Để có thể đáp ứng đủ chỗ rộng trong tháp pháo, pháo chính 76.2mm được thay bằng pháo chính nhỏ hơn 45 mm M1932, mặc dù bề ngoài nó nhìn khá giống các loại pháo tiêu chuẩn 76 mm.
- KV-8S (25): phiên bản có súng máy đồng trục thay bằng súng phóng lửa ATO-41, pháo chính được thay thế bằng pháo 45 mm.
- KV-14:mẫu pháo tự hành được trang bị lựu pháo 152 mm, về sau được đặt tên lại là SU-152.

## Lịch sử hoạt động
Khi chiến dịch Barbarossa bắt đầu, lực lượng thiết giáp Liên Xô có trong tay 508 chiếc KV mới. Lớp giáp cực dày của nó không thể nào bị xuyên thủng trừ khi ở những điểm yếu và ở khoảng cách quá gần, hỏa lực mạnh và sự di chuyển êm của xích trên mặt đất. Vì vậy chúng tỏ ra khá mạnh khi đối đầu với những loại xe tăng nhẹ hơn như Panzer III và Panzer IV, quân đội Đức chỉ có thể dựa vào pháo phòng không FlaK 88 mm hoặc lựu pháo với cỡ nòng 105 mm trở lên để hạ gục KV.
Sau khi phát động Chiến dịch Barbarossa, quân Đức đã bị sốc khi nhận ra rằng Hồng quân có loại xe tăng mà họ không thể làm gì được. KV-1 là bất khả chiến bại và hầu hết các loại vũ khí của Đức không hạ được nó. Cả xe tăng và pháo chống tăng của Đức đều không thể tiêu diệt được những “quái vật Nga” hay “Những con ma” như người Đức gọi chúng. Biện pháp hữu hiệu nhất để chống xe tăng KV-1 là pháo phòng không 88 mm, có thể chống lại nó từ một khoảng cách xa. Một cách khác có kết quả, nhưng khá phức tạp là tránh đụng độ trực tiếp và gọi lực lượng không quân yểm trợ.
Tuy nhiên, KV-1 không được coi là xe tăng tốt nhất trong Thế chiến II. Trong khi được bọc thép hoàn hảo, nó hoàn toàn không đáng tin cậy về mặt kỹ thuật. Một thiết kế thô, chưa hoàn thiện, chất lượng kém của bộ truyền động và bộ lọc khí kém chất lượng thường có nghĩa là một số xe tăng thậm chí không thể đến được chiến trường và sẽ đứng im tại chỗ. Một số tổ lái xe thậm chí buộc phải từ bỏ những chiếc xe tăng bị hỏng. Những chiếc xe tăng KV-1 khổng lồ cũng là một mối đe dọa thực sự đối với cầu đường. Sau khi “con quái vật” nặng 45 tấn băng qua những bề mặt này, các thiết bị quân sự khác gần như không thể đi theo đường đó nữa.
Mặt khác, lính tăng Liên Xô trong giai đoạn đầu chiến tranh còn rất thiếu kinh nghiệm chiến đấu do quá trình huấn luyện chưa hoàn tất. "Hầu hết lính lái KV và T-34 chỉ có 3-5 giờ kinh nghiệm lái”, trích báo cáo đơn vị tăng từ ngày 22-26/6/1941. Thêm vào đó, khả năng phối hợp tác chiến chiến thuật lại hiếm khi được nhìn thấy ở cấp độ đại đội và tiểu đoàn. Kết quả là, rất nhiều xe tăng hạng nặng KV bị phá hủy không phải do địch mà do lỗi kỹ thuật và khả năng của kíp chiến đấu thiếu năng lực không biết cách sửa chữa khi xe hư hỏng. Thực tế thống kê cũng chứng minh điều đó, như trong những trận đánh tháng 8/1941, sư đoàn xe tăng hạng nặng số 10 mất 56 trong tổng số 63 chiếc KV, trong đó chỉ có 11 chiếc bị bắn hạ, 11 chiếc mất tích và tới 34 chiếc bị bỏ lại do trục trặc kỹ thuật. Còn tại Sư đoàn tăng 8, 43 trong số 50 chiếc KV bị mất thì chỉ có 13 chiếc bị bắn hạ, 2 chiếc bị sa lầy, trong khi 28 chiếc bị bỏ lại do trục trặc kỹ thuật.

Các nhà thiết kế Liên Xô đã cố gắng khắc phục những điểm yếu của KV-1 và vào mùa xuân năm 1942, phiên bản hiện đại hóa là KV-1S đã xuất hiện. Nhưng vào cuối mùa hè năm 1942, Đức bắt đầu sử dụng các xe tăng Tiger I hạng nặng của mình, khiến KV trở nên lỗi thời. Trong một trận giao tranh ngắn gần Leningrad, ba chiếc Tiger đã dễ dàng tiêu diệt 10 xe tăng KV-1S mà không bị tổn thất gì. Kết quả là KV đã phải nhường chỗ cho xe tăng Iosif Stalin (IS) mới, loại xe tăng được bọc thép tốt nhất và nguy hiểm nhất của khối Đồng minh trong Thế chiến thứ 2, mệnh danh là “thợ săn mèo” (chỉ xe tăng Panther và Tiger của Đức)
Tuy vậy, vai trò của KV vẫn rất quan trọng trong giai đoạn đầu chiến tranh. Trong năm 1941, KV-1 có thể dễ dàng hạ gục bất kỳ xe tăng nào của phát-xít Đức. Đã có rất nhiều chuyện về những chiếc KV-1 đơn độc còn lại ở phía sau quân Đức, tiếp tục chiến đấu trong nhiều ngày gây cho quân Đức những thiệt hại nặng nề. Ví dụ, chỉ một chiếc KV-1 bên cạnh đường gần Ốt-xtrốp (Vùng Ban-tích) đã giam chân cả một quân đoàn xe tăng Đức. Kết quả của trận chiến: 7 xe tăng Đức, một khẩu pháo chống tăng, trọn một khẩu đội pháo cao xạ 88mm, 4 chiếc bọc thép nửa bánh xích “Hanomag”, 12 xe tải bị riêng 1 chiếc KV tiêu diệt. Về sau chiếc KV chỉ bị hạ bởi một khẩu pháo phòng không 88mm của Đức.
Nếu nằm trong tay những lính tăng lão luyện, KV thực sự là một con quái vật, có thể đánh "một chọi mười" với các loại xe tăng Đức vào năm 1941. Tiêu biểu như thiếu tá anh hùng Zinoviy Kolobanov thuộc sư đoàn xe tăng số 1, diệt 22 xe tăng Đức trong một trận đánh hay thiếu tá Semyon Konovalov, lữ đoàn tăng 15, đã bắn hạ 16 xe tăng và 2 xe bọc thép Đức bằng chiếc KV của mình.

### Raseiniai

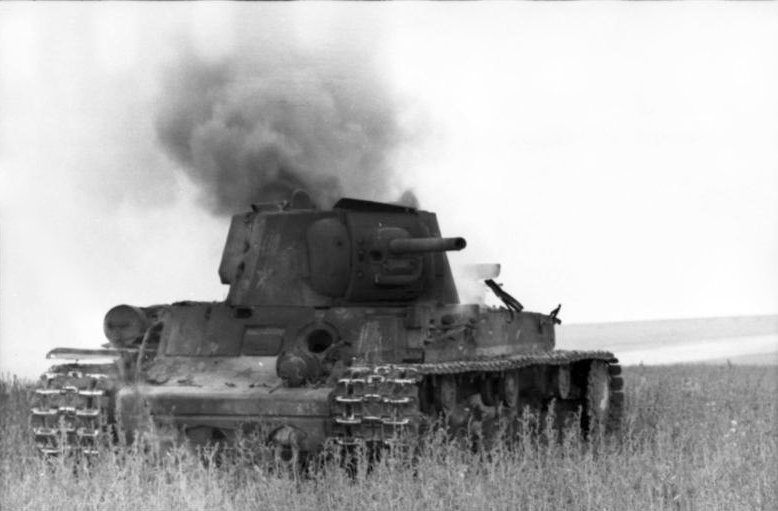
Một chiếc KV-1 bị bốc cháy gần Voronezh vào năm 1942

Nhưng KV và T-34 được vận chuyển với số lượng không nhỏ và hoạt động khá lẻ tẻ nhưng đến chiến dịch Raseiniai, chúng được sử dụng khá triệt để để đối đầu lại lực lượng tăng Đức. Từ ngày 23-ngày 24/tháng 6, một chiếc KV-2 đơn lẻ đã hạ gục một vài đơn vị của sư đoàn Panzer số 6, cầm chân đoàn xe tăng địch suốt cả ngày trên đầu cầu thuộc sông Dubysa ở phía dưới Raseiniai, Lithuania; đánh chặn làm chậm đà tiến của quân đoàn Panzergruppe 4 tại Leningrad cho đến khi nó bị bộ binh Đức tiếp cận và quân Đức đã may mắn ném được 1 quả lựu đạn vào bên trong xe. Khi kiểm tra bên trong xe thì có sáu thi thể và chỉ còn duy nhất 1 viên đạn, sau đó quân Đức đã chôn cất kíp xe Liên Xô tử tế vì khâm phục tinh thần chiến đấu dũng cảm của họ.
Trong khuôn khổ các chiến dịch Panzer (Panzer Operations), có những xe tăng KV-1 tiêu diệt được nhiều xe tăng địch, phá hủy được nhiều khẩu pháo chống tăng và cuối cùng chỉ bị tiêu diệt bởi những khẩu pháo chống tăng hạng nặng FlaK 88 mm. Kíp chiến đấu trong xe thường bị bất tỉnh khi bị trúng đạn và nhiều người đã tự sát bằng lựu đạn họ mang theo chứ không để quân Đức chiếm xe. Họ được quân Đức chôn cất với nghi thức quân nhân để bày tỏ sự khâm phục về danh dự và lòng dũng cảm, một điều nhìn chung là khá bất thường so với cách quân Đức đối xử với các quân đội khác. Nhiều người cho rằng tác giả của việc này Erhard Raus (chỉ huy tập đoàn Panzer số 6) đã ra lệnh làm như vậy.

### Krasnogvardeysk
Vào ngày 14/8/1941, đội tiên phong của sư đoàn tăng-thiết giáp Panzer số 8 tiếp cận Krasnogvardeysk (Gatchina) gần Leningrad (St Petersburg) và lực lượng Xô-Viết duy nhất còn lại ở đó chỉ là 5 chiếc KV-1 được cho ẩn náu kỹ lưỡng, được chôn bên dưới bề của một bãi đầm lầy. Chiếc KV-1 số hiệu 864 có chỉ huy là trung úy huyền thoại Zinoviy Kolobanov.
Quân Đức tấn công Krasnogvardeysk theo ba hướng. Ở gần Noviy Uchkhoz chỉ có một lối đi duy nhất để vượt qua bãi đầm lầy và chỉ huy của 5 chiếc KV quyết định chọn địa điểm này để ấn nấp và đột kích bất ngờ. Trung úy Kolobanov đã nghiên cứu kỹ lưỡng địa hình và các bước đi của quân Đức, ông đã phân đội của mình đến các địa điểm từ đêm hôm trước. Mỗi chiếc KV-1 mang theo 2/3 cơ số đạn là loại xuyên giáp. Kolobanov đã dặn lực lượng không được khai hỏa khi chưa có lệnh và phải đặc biệt lắng nghe kỹ lưỡng - không được manh động. Nhưng vì nhiều lý do nên ông quyết định không thông báo cho cả đội theo như kế hoạch ông định sẵn bên trên mà quyết định hành động một mình, ông tin rằng chỉ cần một chiếc KV-1 hành động đúng lúc có thể cho cả đội xe tăng Đức bị tiêu diệt.
Vào ngày 14/8/1941, đội tiên phong phe Đức đi đúng ngay hướng mà lực lượng Liên Xô đã mai phục sẵn một cách kỹ càng. Chiếc KV của Kolobanov đã hạ gục chiếc tăng chỉ huy đi đầu đoàn tăng Đức với chỉ một phát đạn trúng đích. Những chiếc còn lại trong đội tiên phong tưởng rằng chiếc dẫn đầu đã bị vấp mìn và mắc kẹt ở đâu đó. Cả đoàn xe tăng Đức dừng lại quan sát, vô tình biến mình thành con mồi béo bở cho Kolobanov, ngay lập tức chiếc KV-1 do trung úy chỉ huy bắn cháy chiếc xe tăng thứ hai. Đến lúc này, đoàn xe tăng Đức đã phát hiện họ bị phục kích, xe tăng Đức bắn lung tung vì không biết vị trí ẩn nấp của Kolobanov. Chiếc KV-1 của ông nhẹ nhàng hạ gục các chiếc xe tăng tiếp theo, như kiểu hạ gục toàn bộ đoàn xe tăng, mỗi mục tiêu chỉ bằng một cú đấm uy lực.
Mặc dù lực lượng Đức biết được hướng bắn nhưng họ chỉ có thể quay xe tăng và bắn lung tung về hướng đó trong khi xe tăng của Kolobanov vẫn có thể ngắm bắn được chính xác kẻ thù và mỗi mục tiêu chỉ cần một phát đạn duy nhất. Xe tăng Đức tiếp tục di chuyển ra khỏi đường trượt xuống vùng đất mềm càng tạo điều kiện cho chiếc tăng của Kolobanov tiêu diệt nhiều hơn; có tổng cộng 22 chiếc xe tăng và thêm 2 khẩu pháo xe kéo bị tiêu diệt bởi chiếc tăng số 864 của Kolobanov. Để ghi công nhiều hơn, Kolobanov ra lệnh cho lực lượng 4 xe tăng KV còn lại của mình tiến đến, họ tiêu diệt thêm 21 chiếc xe tăng Đức nữa. Chỉ sau có 30 phút nữa là trận đấu kết thúc. Có tổng cộng 43 chiếc xe tăng Đức bị tiêu diệt chỉ bởi 5 chiếc KV-1, phía Liên Xô không chịu tổn thất nào.
Chiến thắng vang dội của quân đội Liên Xô ở đây một phần là do sự chuẩn bị khéo léo của Kolobanov. Một phần khác là do đa phần số xe tăng Đức trong trận này là Panzer II (trang bị pháo 20 mm) và Panzer III (trang bị pháo 37 mm KwK 36 L/46.5 hoặc pháo 50 mm L/42). Pháo chính của xe tăng Đức có uy lực kém xa pháo 76 mm của KV-1 và cũng không đủ sức bắn xuyên giáp trước của KV-1. Sự bố trí chật hẹp giữa xích di chuyển của xe tăng Đức cũng làm cho số xe tăng này bị kẹt khi di chuyển qua bùn lầy, khiến chúng dễ bị bắn trúng hơn.
Sau trận đấu, chiếc KV-1 số 864 của Kolobanov đã tiêu diệt được 22 chiếc xe tăng Đức. Sau khi về căn cứ, tổ lái đếm được 135 phát đạn của xe tăng Đức bắn trúng xe, nhưng không có phát đạn nào xuyên nổi giáp của chiếc KV-1 này. Trung úy Kolobanov được trao tặng huân chương Lenin (Order of Lenin), trong khi đó người lái tăng Usov được trao tặng huân chương Cờ Đỏ (Order of the Red Banner). Về sau, trong trận chiến mùa đông, trung úy Kolobanov lại một lần nữa ghi công vang dội và được sách báo ca ngợi. Sau thế chiến II, ông được di chuyển về hoạt động tại Đông Đức, rồi bị tòa án binh kỷ luật do 1 lần tự ý đi đến khu vực kiểm soát của quân Anh. Ông được rút về làm công tác huấn luyện, sau đó rời quân ngũ để làm việc trong 1 nhà máy ô tô.
Trận đánh Krasnogvardeysk được đưa lên các phương tiện truyền thông đại chúng của Liên Xô rất nhiều. Một đài tưởng niệm tại làng Noviy Uchkhoz để kỉ niệm về trận đánh huyền thoại này được xây dựng vào năm 1980, tại nơi đây kỉ niệm chiếc KV-1 của Kolobanov. Nhưng vì tìm không được chiếc KV-1 nào để trưng bày nên đành phải sử dụng xe tăng hạng nặng IS-2 để thay thế.